# Municipio de Crawford (condado de Buchanan)
El municipio de Crawford (en inglés: Crawford Township) es un municipio ubicado en el condado de Buchanan en el estado estadounidense de Misuri. En el año 2010 tenía una población de 914 habitantes y una densidad poblacional de 9,99 personas por km².

## Geografía
El municipio de Crawford se encuentra ubicado en las coordenadas 39°34′26″N 94°48′51″O / 39.57389, -94.81417. Según la Oficina del Censo de los Estados Unidos, el municipio tiene una superficie total de 91.46 km², de la cual 91,18 km² corresponden a tierra firme y (0,3 %) 0,28 km² es agua.

## Demografía
Según el censo de 2010, había 914 personas residiendo en el municipio de Crawford. La densidad de población era de 9,99 hab./km². De los 914 habitantes, el municipio de Crawford estaba compuesto por el 96,61 % blancos, el 1,09 % eran afroamericanos, el 0,55 % eran amerindios, el 0,11 % eran de otras razas y el 1,64 % eran de una mezcla de razas. Del total de la población el 1,31 % eran hispanos o latinos de cualquier raza.